# علم الوراثة العصبية

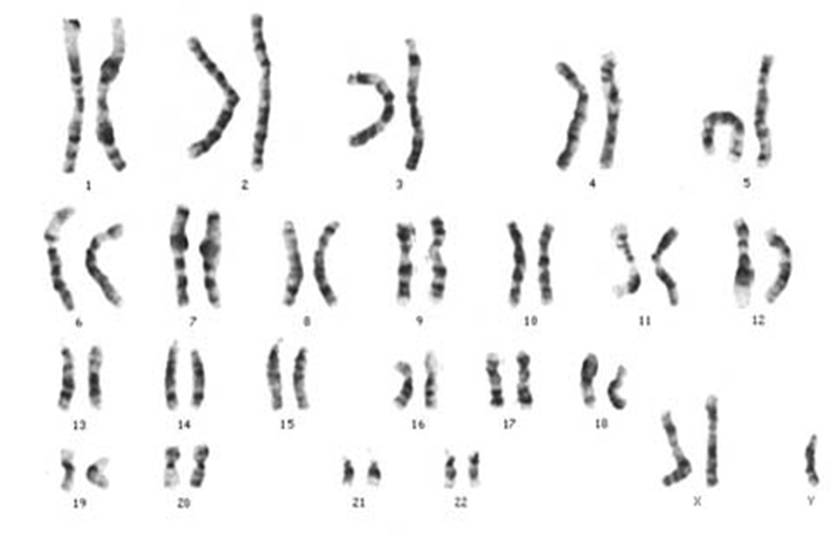

يدرس علم الوراثة العصبية دور الوراثيات في تطور الجهاز العصبي ووظيفته. وينظر في الخصائص العصبية باعتبارها أنماطًا ظاهرية (أي المظاهر الخاصة بالتركيب الوراثي للفرد بغض النظر عن قابليتها للقياس)، ويستند بشكل رئيسي إلى إمكانية عدم تطابق الأجهزة العصبية لدى الأفراد، حتى في حال انتمائهم إلى نفس النوع. كما يوحي اسمه، يستمد علم الوراثة العصبية جوانبه من دراسات العلوم العصبية ودراسات علم الوراثة على حد سواء، مع التركيز بشكل خاص على كيفية تأثير الشيفرة الجينية للكائن الحي في الخلات المعبر عنها. تسبب الطفرات التي تصيب هذا التسلسل الجيني مجموعة واسعة من التأثيرات على نوعية حياة الفرد. تخضع كل من الأمراض العصبية والسلوك والشخصية للدراسة في سياق علم الوراثة العصبية. ظهر مجال علم الوراثة العصبية في منتصف السنوات الأولى من القرن العشرين وأواخرها مترافقًا مع التقدم التالي للتطورات المحرزة في التكنولوجيا المتوفرة. في المرات الحالي، يشكل علم الوراثة العصبية مركز العديد من الأبحاث المستخدمة أحدث التقنيات.

## وسائل البحث

### التحاليل الإحصائية
يمثل لوغاريتم الأرجحية (إل أو دي) إحدى التقنيات الإحصائية المستخدمة في احتمالية وجود ارتباط جيني بين السمات. غالبًا ما تُستخدم هذه التقنية بالترافق مع مخططات السلالة، خرائط التركيب الجيني للعائلة، من أجل الحصول على تقديرات أدق. تتمثل إحدى فوائد التقنية الرئيسية في قدرتها على تقديم نتائج موثوقة في كل من حجمي العينات الكبير والصغير، إذ يشكل هذا ميزة ملحوظة في الأبحاث المخبرية.
يشكل تخطيط الموقع الكروموسومي للسمات الكمية (كيو تي إل) وسيلة إحصائية أخرى مستخدمة في تحديد مواقع الكروموسومات الخاصة بمجموعة معينة من الجينات المسؤولة عن سمة ما. يساعد تحديد علامات جينية محددة للجينات المرغوبة في سلالة داخلية التوالد معادة التركيب في تحديد كمية التفاعل بين الجينات وعلاقتها مع النمط الظاهري الملاحظ من خلال التحليل الإحصائي المعقد. في مختبر علم الوراثة العصبية، يُلاحظ النمط الظاهري للنماذج الحية من خلال تقييم مورفولوجيا أدمغتها عبر شرائح رقيقة. يمكن إجراء تخطيط «كيو تي إل» عند البشر أيضًا، لكن تُدرس مورفولوجيا أدمغتهم باستخدام التصوير بالرنين المغناطيسي (إم آر آي) النووي عوضًا عن شرائح الدماغ. يشكل البشر تحديًا أكبر في وجه «كيو تي إل» إذ يعود ذلك إلى عدم القدرة على التحكم الدقيق في مجموعة جيناتهم بشكل مشابه للمجموعة داخلية التوالد معادة التركيب، ما يشكل مصدرًا للأخطاء الإحصائية.

### الحمض النووي معاد التركيب
يُعد الحمض النووي معاد التركيب إحدى طرق البحث الهامة في مجالات عدة، بما في ذلك علم الوراثة العصبية. يُستخدم في إجراء تعديلات على جينوم الكائنات الحية، وغالبًا ما ينتج عنه تعبير زائد أو ناقص عن الجين المرغوب أو التعبير عن شكل طافر منه. قد نوفر نتائج هذه التجارب معلومات عن دور الجين في جسم الكائن الحي، إلى جانب أهميته في بقاء الكائن الحي ولياقته. تُفحص الكائنات المضيفة بعد ذلك بمساعدة عقار سام تقاومه علامات مختارة. يُعتبر استخدام الحمض النووي معاد التركيب مثالًا على علم الوراثة العكسي، الذي يستند إلى خلق الباحثين نمطًا جينيًا طافرًا ثم تحليلهم النمط الظاهري الناتج. في علم الوراثة التقدمي، يُحدد كائن حي له نمط ظاهري معين أولًا، ثم يخضع نمطه الجيني للتحليل.

### الأبحاث على الحيوانات
تُعد النماذج الحية أداة هامة في العديد من مجالات البحث، بما في ذلك مجال علم الوراثة العصبية. من خلال دراسة الكائنات ذات الأجهزة العصبية الأبسط والجينوم الأصغر، يستطيع العلماء فهم العمليات البيولوجية لدى الكائنات الأكثر تعقيدًا، مثل البشر، وتطبيقها. تُعد الأبحاث على الفئران، والدروسوفيلا والربداء الرشيقة شائعة نظرًا إلى امتلاكها جينومات عالية التخطيط ومنخفضة التعقيد. أصبح كل من الدانيو المخطط وفأر البراري أكثر شيوعًا، خاصة في النطاقات السلوكية والاجتماعية لعلم الوراثة العصبية.
بالإضافة إلى دراسة كيفية تأثير الطفرات الجينية على البنية الفعلية للدماغ، يدرس الباحثون في علم الوراثة العصبية أيضًا كيفية تأثير هذه الطفرات على المعرفة والسلوك. تشمل إحدى طرق هذه الدراسات هندسة النماذج الحية مع طفرات في بعض الجينات المرغوبة بشكل متعمد. تخضع هذه الحيوانات بعد ذلك إلى عملية تكييف كلاسيكية لأداء أنواع محددة من المهام، مثل سحب مقبض من أجل الحصول على مكافأة. تُقارن سرعة تعلمهم، واحتفاظهم بالسلوك المكتسب وغيرها من العوامل بنتائج الكائنات الحية السليمة من أجل تحديد نوع التأثير – إن وُجد – الذي أحدثته الطفرة على هذه العمليات العليا. يمكن لنتائج هذه الأبحاث المساعدة في تحديد الجينات المرتبطة بحالات قصور المعرفة والتعلم.

### الأبحاث على البشر
تسعى العديد من المؤسسات البحثية لإيجاد متطوعين مصابين بحالات أو أمراض معينة من أجل المشاركة في دراساتها. لا تستطيع النماذج الحية، على الرغم من أهميتها، تمثيل النموذج المعقد لجسم الإنسان تمامًا، ما يضع المتطوعين في موقع أساسي من أجل تقدم البحث. إلى جانب جمع بعض المعلومات الأساسية حول التاريخ الطبي ومدى الأعراض، تُؤخذ عينات من المشاركين، بما في ذلك الدم و/أو السائل الدماغي الشوكي و/أو الأنسجة العضلية. تخضع هذه العينات النسيجية بعد ذلك إلى الترتيب وراثيًا، وتضاف الجينومات إلى مجموعات قاعدة البيانات الحالية. يسمح نمو هذه البيانات للباحثين في النهاية بفهم الفوارق الجينية الدقيقة لهذه الحالات والتقدم نحو الوصول إلى علاجات لها في الواقع. تشمل مجالات الاهتمام في هذا المجال نطاقًا واسعًا ممتدًا في أي مكان من الحفاظ على النظم اليوماوي، وتطور الاضطرابات التنكسية العصبية، واستمرار الاضطرابات الدورية وتأثيرات التحلل الميتاكوندري على الاستقلاب.

## الأبحاث الحالية
ينمو مجال علم الوراثة العصبية ويتوسع بشكل سريع. تتنوع مجالات البحث الحالية للغاية فيما يتعلق بمواضع تركيزها. يركز أحد المجالات على العمليات الجزيئية ووظيفة البروتينات المحددة، وغالبًا ما يقترن ذلك بإرسال الإشارات الخلوية وتحرير النواقل العصبية، أو تطور الخلايا وإصلاحها أو اللدونة العصبونية. تستمر مجالات البحث المعرفية والسلوكية بالتوسع في محاولة لتحديد العوامل الجينية المساهمة. نتيجة لهذا التوسع في علم الوراثة العصبية، نشأ فهم أفضل لاضطرابات عصبية وأنماط ظاهرية محددة بالاقتران المباشر مع الطفرات الجينية. في الاضطرابات الشديدة مثل الصرع، أو تشوهات الدماغ أو التخلف العقلي، عُثر على جين مفرد أو حالة مسببة معينة في 60% من المرات؛ ومع ذلك، تنخفض فرصة تحديد سبب جيني معين مع زيادة اعتدال الإعاقة الفكرية. على سبيل المثال، يرتبط التوحد مع جين طافر معين في 15-20% من المرات بينما لا تتجاوز النسبة المحسوبة وراثيًا للأشكال الأكثر اعتدالًا من الإعاقات العقلية 5% من المرات. أسفرت الأبحاث في علم الوراثة العصبية عن بعض النتائج الواعدة، على الرغم من ارتباط طفرات المواقع الكروموسومية الجينية المحددة مع الأنماط الظاهرية الضارة والاضطرابات الناتجة عنها. على سبيل المثال، تسبب طفرة انزياح الإطار أو الطفرة المغلطة في موقع الجين «دي سي إكس» خللًا في الهجرة العصبونية التي تُعرف باسم انعدام تلافيف الدماغ. تشكل طفرة الجين «آر أو بي أو 3» مثالًا آخرًا على ذلك، إذ تؤدي الطفرة إلى تعديل طول المحوار ما يؤثر سلبًا على الاتصالات العصبونية. يصاحب شلل الحملقة الأفقية مع الجنف المترقي (إتش جي بّي بّي إس) طفرة مرافقة. تُعد هذه الأمثلة جزءًا صغيرًا مما حققته الأبحاث الحالية في مجال علم الوراثة العصبية.